# Franz Krombach
Franz Krombach (* 27. Juli 1853 in München; † 27. März 1908 in München) war ein deutscher Maler.

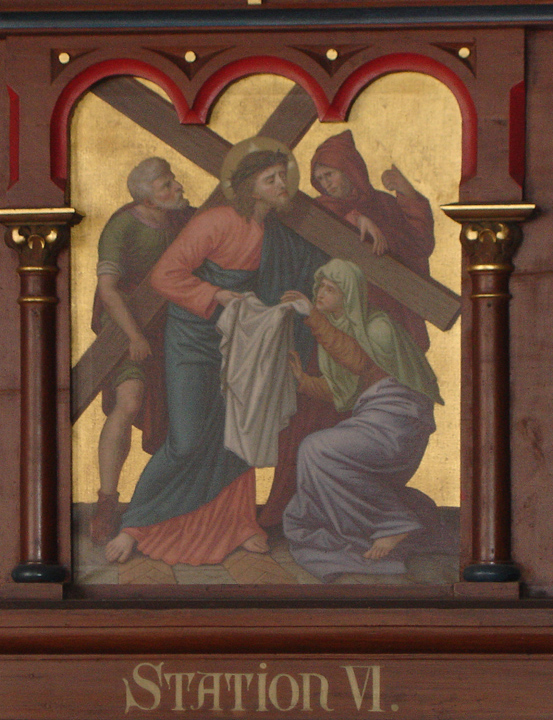
Franz Krombach: 6. Station des Kreuzwegs in der Kirche von Greßhausen, 1908

## Leben
Die Eltern waren Georg und Creszenz Krombach. Über die berufliche Ausbildung des Malers ist bisher wenig bekannt. 1870 wurde er zum Militär einberufen. 1872 wurde er wegen Verbrechens der Subordinationsverletzung (Verweigerung des Befehlsgehorsams oder Unterordnungspflicht) zur Gefängnisstrafe von 1 ½ Jahre verurteilt. Er war bis zum 7. März 1874 im Gefängnis. 1878 heiratete Franz Krombach, die aus Amberg stammende Maurerstochter, Maria Margareta Hofrichter. 1890 bekam er die Bürgerrechte von der Stadt München verliehen. Er wechselte von 1874 bis 1883, also innerhalb von neun Jahren, elf Mal seinen Wohnsitz innerhalb Münchens. Franz Krombach hielt sich zwischen 1882 und 1901 zu Maleraufträgen immer wieder im Ausland auf.

## Werk
Die meisten bisher bekannten Werke Franz Krombachs sind Ausführungen der 14 Kreuzwegstationen. Krombach benutzte bei der Darstellung vieler seiner Kreuzwege als Vorbild den Kreuzwegzyklus des österreichischen Malers Johann Evangelist Klein (1823–1883). Auch Gemälde alter Meister wie Matthias Grünewald, Albrecht Dürer, Anthonis van Dyck oder Peter Paul Rubens dienten ihm als Vorbild für seine Darstellungen der Kreuzigung oder Grablegung bei den Kreuzwegzyklen und den Altarbildern.
Werke von Franz Krombach sind heute vor allem aus dem süddeutschen Raum und im Elsass, aber auch aus der Schweiz, Belgien, Dänemark und Kroatien bekannt. Sein letztes Werk dürften die Kreuzwegstationen von 1908 in der Wallfahrtskirche Maria vom Sieg Greßhausen gewesen sein.

## Bisher bekannte Werke

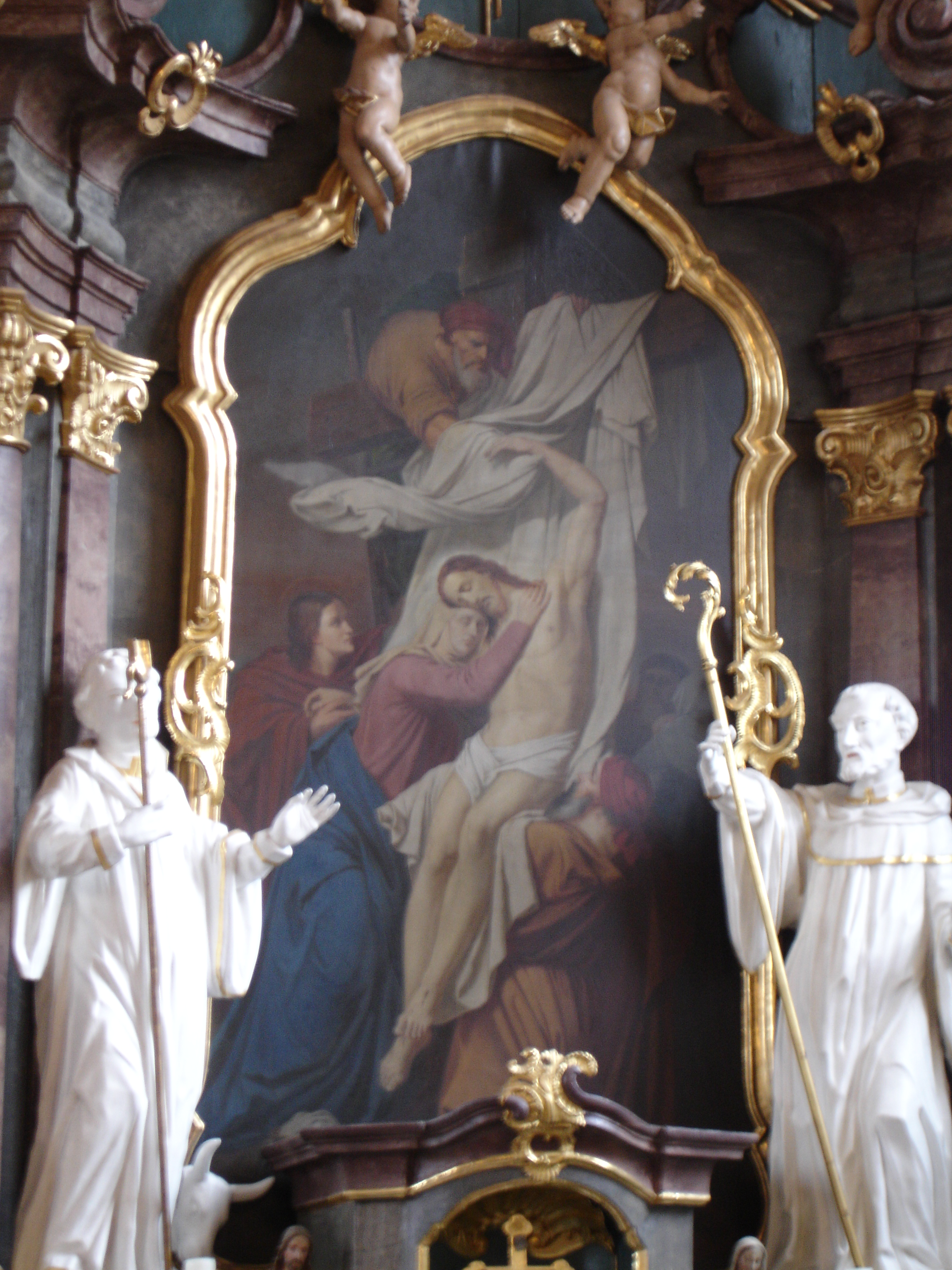
Franz Krombach: Seitenaltar in der Kirche von Löffelsterz, 1900

- - Kreuzwegstationen, Kirche Saint Maurice, Steinbrunn-Le-Haut, Haut-Rhin, Frankreich
- 1880 Kreuzwegstationen, Pfarrkirche St. Mauritius, Billafingen
- 1880 Kreuzwegstationen, Filialkirche St. Katharina Hardt, Markt Beratzhausen
- 1880 Kreuzwegstationen, Pfarrkirche St. Lawrence, Nakel an der Netze, Polen
- 1881 Kreuzwegstationen, Kirche St. Johannis-Baptist, Neheim
- 1881 Kreuzwegstationen, Katholische Kirche St. Kasimir, Schmitten-Seelenberg
- 1881 Kreuzwegstationen, Kirche Mariä Heimsuchung; Tverai, Litauen
- 1882 Kreuzwegstationen, Katholische Kirche Saint-Ulrich, Kriegsheim (Elsass, Frankreich)
- 1884 Kreuzwegstationen, Pfarrkirche St. Peter und Paul, Helmsdorf, Kreis Eichsfeld
- 1884 Kreuzwegstationen, Pfarrkirche Oberhofen im Inntal (Tirol, Österreich)
- 1885 Kreuzwegstationen, Pfarrkirche St. Sebastian, Reupelsdorf, Landkreis Kitzingen
- 1886 Kreuzwegstationen, Ehemalige Klosterkirche St. Afra, Maidbronn, Gemeinde Rimpar
- 1887 Kreuzwegstationen, St. Burkard, Geiselwind, Landkreis Kitzingen
- 1887 Kreuzwegstationen, Pfarrkirche St. Verena, Risch, Kanton Zug (Schweiz)
- 1887 Kreuzwegstationen, Kirche Saint-Matthias, Dürler, Gemeinde Reuland (Belgien)
- 1887 Kreuzwegstationen, Kirche in Bielszowice, Polen
- 1888 Kreuzwegstationen, Pfarrkirche St. Heinrich und St. Margaretha, Schollbrunn
- 1889 Kreuzwegstationen, Katholische Pfarrkirche Saint-Arbogast, Lampertheim (Elsass, Frankreich)
- 1889 Kreuzwegstationen, Pfarrkirche Saint-Jacques, Riedseltz (Elsass, Frankreich)
- 1889 Kreuzwegstationen, Kapelle Notre-Dame des douleurs, Koestlach (Elsass, Frankreich)
- 1890 Kreuzwegstationen, Pfarrkirche St. Martin in Jindřichovice, Tschechien
- 1890 Kreuzwegstationen, Kreuzkapelle Winnweiler
- 1890? Kreuzwegstationen, L’Exaltation-de-la-Sainte-Croix, Grussenheim (Elsass, Frankreich)
- 1891 Kreuzwegstationen, Kirche in Thaon-les-Vosges, Frankreich
- 1891 Altarbild, Mariä-Heimsuchung-Kirche, Lobendava, Tschechien
- 1891 Kreuzwegstationen, Pfarrkirche oder Kapelle, Molva (Kroatien)
- 1892 Kreuzwegstationen und weiteres Bild, Rosenkranskirken (1945 zerstört, abgerissen), Kopenhagen (Dänemark)
- 1894 Kreuzwegstationen, Pfarrkirche Saint-Etienne, Mittelbergheim (Elsass, Frankreich)
- 1900 Drei Altarbilder, Pfarrkirche Löffelsterz
- 1901 Kreuzwegstationen, Pfarrkirche St. Mauritius, Nordstetten
- 1908 Kreuzwegstationen, Wallfahrtskirche „Maria vom Sieg“, Greßhausen